# مخطط كيسنجر في لبنان

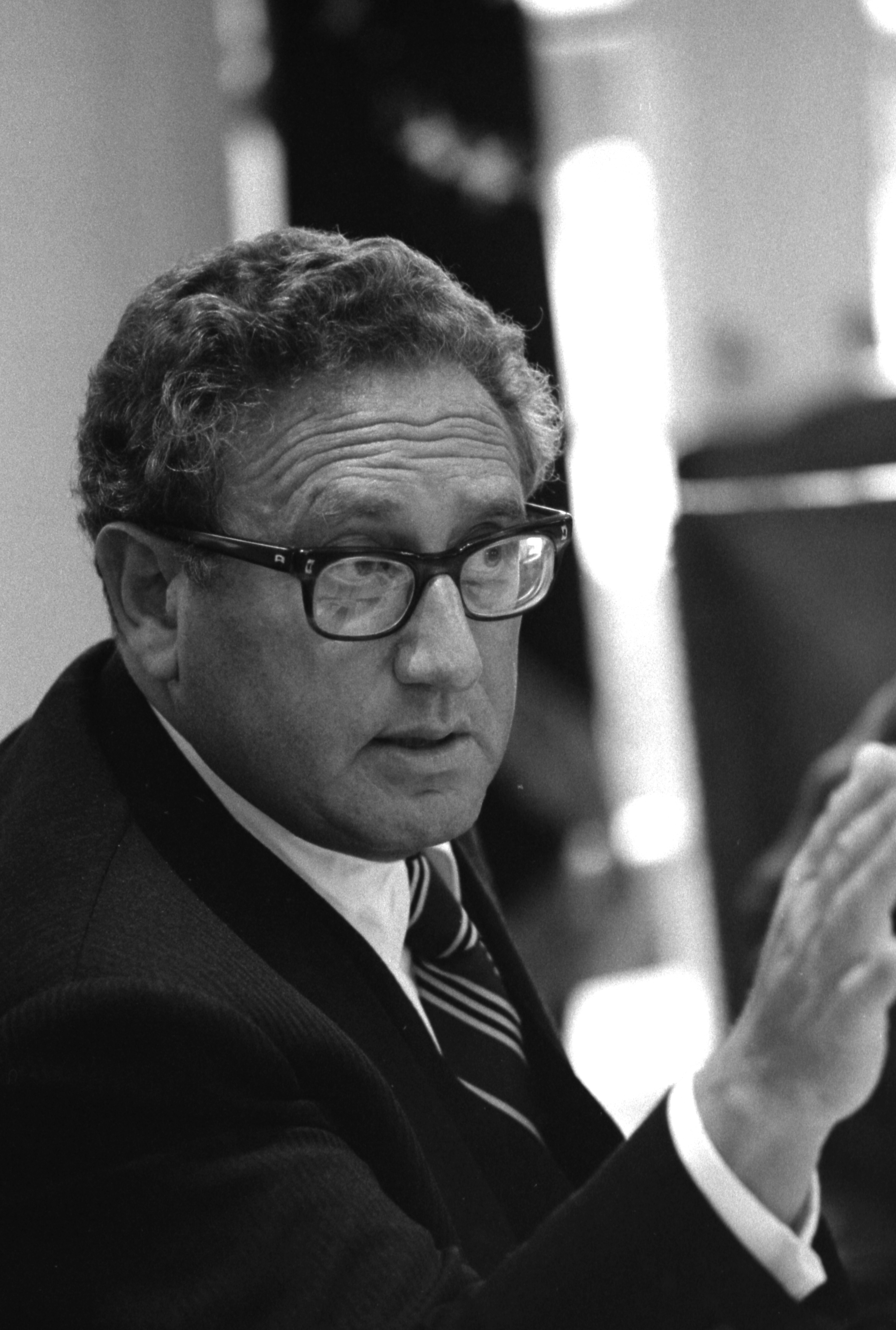
صورة لكسنجر وهو يناقش الوضع في لبنان

مشروع كيسنجر في لبنان (او نظرية هنري كيسنجر) هي نظرية مؤامرة حول مخطط او استراتيجيات سياسية لهنري كيسنجر في لبنان، وزير الخارجية الأمريكي الأسبق، الذي لعب دورًا مهماً في الحرب الأهلية اللبنانية (1975-1990) والمنطقة. من بين الادعاءات أن كيسنجر كان لديه خطة لتهجير المسيحيين من لبنان عبر بواخر، وإعادة توطين اللاجئين الفلسطينيين بدلهم. النظرية انتشرت في الشرق الأوسط، وخاصة بين بعض المجتمعات اللبنانية والعربية، ولكن لا يوجد دليل لوجودها.
استراتيجية كيسنجر الكبرى كانت تهدف إلى تحقيق الاستقرار في لبنان من خلال الوساطة الأميركية بين لبنان وجيرانه، وخاصة إسرائيل. ومع ذلك، تعرضت سياساته لانتقادات على انها ساهمت في عدم الاستقرار الذي أدى إلى الحرب الأهلية والاحتلال السوري اللاحق للبنان.

## المشروع
يزعم البعض أن:
- كيسنجر اقترح إعادة توطين المسيحيين اللبنانيين في الغرب[5] للسماح للاجئين الفلسطينيين بالاستقرار في لبنان[7] وإنهاء الصراع. ومع ذلك، لا يزال هذا غير مؤكد.[1][9]
- في عام 1976، المبعوث الأمريكي دين براون[7] أبلغ الرئيس كميل شمعون بخطط نقل المسيحيين [5] إلى كندا أو الولايات المتحدة، لكن النوايا وراء هذا الأمر غير واضحة.[1]
- أهمل كيسنجر القضية الفلسطينية في لبنان بسبب احتقاره للأطراف المعنية ولإرضاء إسرائيل، الأمر الذي أدى إلى تأجيج التوترات.[9]
- شجعت الولايات المتحدة تدخل سوريا في لبنان عام 1976 بهدف إخضاع منظمة التحرير الفلسطينية[1] واليسار اللبناني لصالح الجماعات المسيحية المتحالفة مع الأهداف الأميركية، وسعت سوريا إلى الحصول على موافقة الولايات المتحدة خوفاً من صعود الفصائل الفلسطينية.

## اقرأ ايضاً
- لبنان في استراتيجية كيسنجر، مقاربة سياسبة وجيو استراتيجية - نبيل خليفة (2008)[10]
- هنري كيسنجر - هنري كيسنجر (2005) [11]
- مذكرات هنري كيسنجر - هنري كيسنجر(2005)[12]